# Feuillardier (métier)
Pour les articles homonymes, voir Feuillardier.
 (mars 2025).
Feuillardier est un métier pratiqué en France au XIXe siècle, consistant à utiliser des branches de châtaignier ou de saule pour une utilisation en tonnellerie.

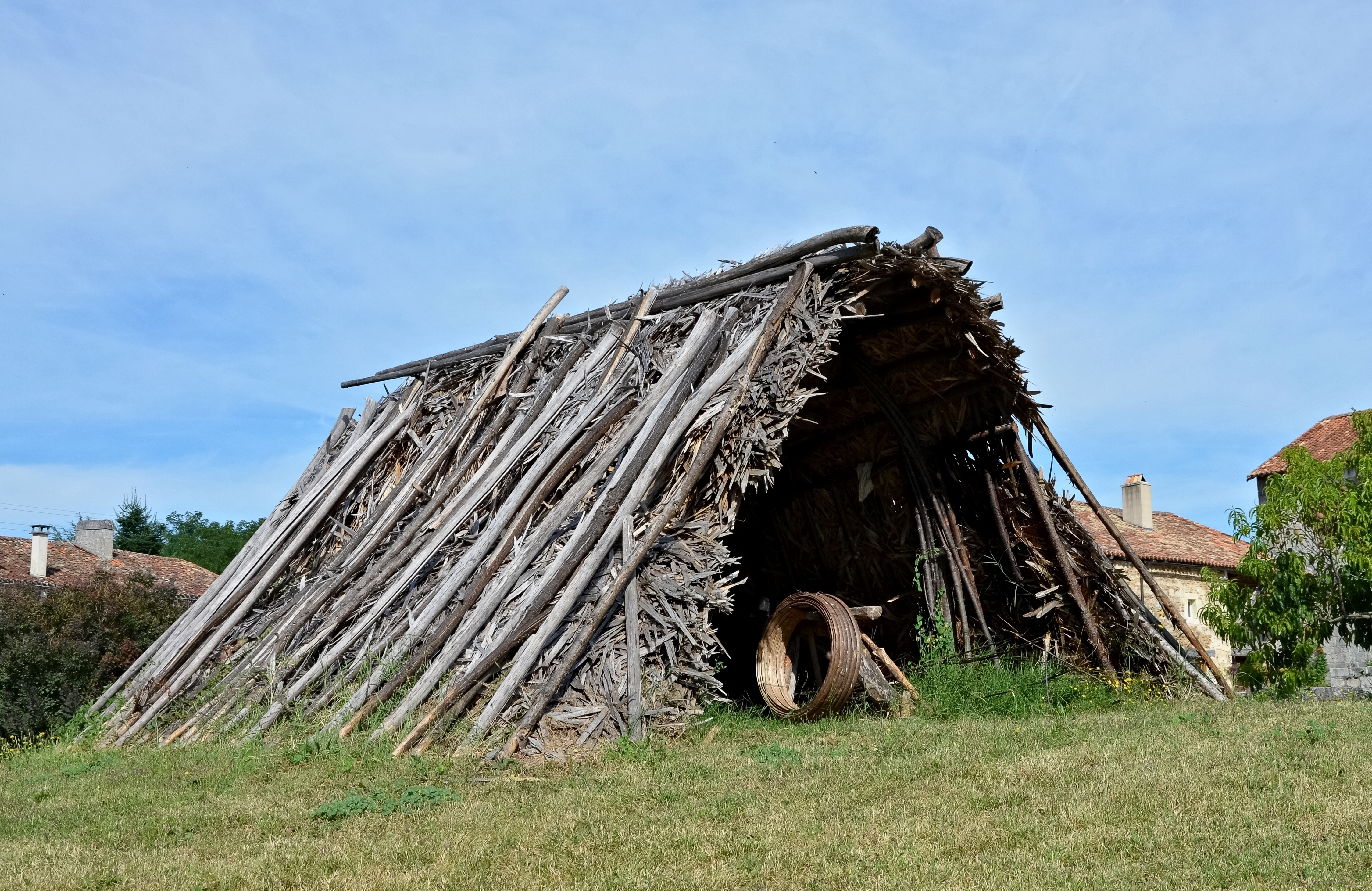
Loge traditionnelle de feuillardier.

## Définition
Les feuillardiers fabriquent des cercles en lattes de châtaigniers, appelées feuillards, pour entourer les tonneaux.

## Environnement socio-professionnel
Anciennement :  Le cerclier est souvent payé à la tâche au début avant qu'il ne puisse avoir les fonds pour devenir indépendant.
Aujourd'hui, le feuillardier est indépendant (auto-entrepreneur artisan) ou salarié. En tant qu'artisan ses clients sont essentiellement les tonneliers.[réf. nécessaire]
Le métier de feuillardier est une activité professionnelle en déficit de main-d’œuvre malgré une demande forte et inassouvie de la part des tonneliers.[réf. nécessaire]

## Artisanat
Le feuillardier s'installe en forêt pour travailler à l'exploitation de taillis (jeunes pousses) de châtaigniers. Il abattait à la hache des barres de châtaignier âgées de 3 à 4 ans qui étaient ensuite ébranchées à la serpe et entassées à intervalles réguliers.
Différentes techniques de travail du taillis sont mises en place pour en réduire la pénibilité. La coupe rase d'un taillis de châtaignier se fait désormais de façon couplée avec le sécateur électrique et la petite tronçonneuse.
Le feuillardier travaille en rotation sur une surface moyenne de cinq hectares en plusieurs parcelles de taillis de châtaignier qui sont coupées à ras. La coupe totale d'un petit taillis de châtaignier favorise une repousse en tiges drues et droites.
Les jeunes pousses qui ne peuvent pas servir à la fabrication de feuillards peuvent être écorcées pour la confection de piquets et de lattes. Ces actions sont souvent dévolues à des fabricants spécialisés.
Les jeunes pousses ainsi récoltées sont fendues en deux longitudinalement à la main par le feuillardier. Ensuite avec la grande plane, le couteau du feuillardier, la demi-barre est régularisée dans son épaisseur afin de réduire au maximum les résistances. L'étape finale consiste à faire passer les feuillards ainsi obtenus dans une cintreuse pour les façonner en couronnes de 24 cercles.
Les cercles sont de différentes dimensions. Le feuillardiers et le tonnelier parlent en pieds français. Le minimum de longueur est de 6 pieds jusqu'à 14 pieds. La majorité des feuillards fabriqués sont ceux de 7 et 8 pieds.
Le bois non écorcé était fendu en deux et servait au tonnelier pour le cerclage des barriques ou la fabrication de panier à crustacés. Les tiges de châtaigniers fendues sont façonnées en cercle dans une cintreuse (parfois par un artisan différent qui possède cet outil). Les cercles sont placés dans un moule en fonction de leur diamètre puis mis en meule de vingt quatre cercles.

## Dans le temps
Sur l'emplacement de son chantier, le feuillardier construisait une loge dont le toit était composé de branchage et de dolettes (longs copeaux de bois). Cette cabane lui servait à prendre ses repas, à s'abriter de la pluie et plus rarement, à dormir lorsque le chantier était très éloigné de son domicile.

## Association professionnelle
Une association des feuillardiers du Périgord a été créée en 2019 afin de travailler à la professionnalisation du métier ainsi qu'à son redéveloppement dans la région de la vallée de la Vézère et du Grand Site de France « Vallée de la Vézère ». Son siège social est à la mairie des Eyzies.

## Histoire
Le métier de cerclier est mentionné en 1590 en Charente, dans les forêts en limite de la Charente et de la Dordogne.
Les feuillardiers étaient concentrés principalement en Haute-Vienne, sur les cantons de Châlus et Saint-Yrieix-la-Perche. Une partie du parc naturel régional Périgord-Limousin constitue la région naturelle de France dénommée précisément pays des feuillardiers.
En 1906, leur nombre atteignait 1 280 individus. Ce chiffre a ensuite décliné à partir des années 1910 - 1920 du fait de la concurrence du feuillard de fer puis s'est stabilisé autour de 800 jusqu'au début de la Seconde Guerre mondiale.
Exercée principalement pendant les mois d'hiver, cette activité difficile était peu valorisante. Les feuillardiers se rassemblèrent dès 1905 en un syndicat et plusieurs mouvements de grève furent organisés en 1908, 1912, 1934 et 1936. Ces mouvements sociaux eurent pour conséquence une légère revalorisation des tarifs.
L'activité et la production du métier de feuillardier sont présentées à la Maison du Châtaignier, située à Châlus, dans la Châtaigneraie limousine, un espace muséographique interactif entièrement consacré au châtaignier, à ses possibilités et celles de la châtaigne.